# Archéparchie d'Asmara
L'archéparchie d'Asmara, aussi appelée archidiocèse d'Asmara, est une circonscription érythréenne de l'Église catholique érythréenne.
Son siège est la cathédrale Kidané-Mehret d'Asmara, dans la région Maekel, en Érythrée.

## Histoire
L'éparchie catholique d'Asmara est érigée le 20 février 1961, à partir de l'exarchat apostolique d'Asmara, lui-même érigé le 31 octobre 1951, à partir de l'ordinariat apostolique d'Asmara, fondé le 4 juillet 1930. Elle appartient alors à l'Église catholique éthiopienne et est suffragante de l'archéparchie d'Addis-Abeba.
Le 19 janvier 2015, le pape François érige comme Église métropolitaine de droit propre (sui iuris), régie par les canons 155 à 173 du Code des canons des Églises orientales, l'Église métropolitaine érythréenne par détachement de l'Église métropolitaine éthiopienne par la constitution apostolique Multum fructum. À cette occasion l'éparchie d'Asmara est érigée en archéparchie métropolitaine, l'archéparque d'Asmara devenant le métropolite de l'église érythréenne. 
L'archéparchie a comme suffragants les éparchies de Barentu, Keren et Segeneiti. 
Le pape nomme comme premier archéparque métropolitain, Mgr Menghesteab Tesfamariam précédemment éparque d'Asmara.

## Territoire
Le siège de l'archéparchie est la cathédrale Kidané-Mehret de la ville d'Asmara, capitale de l'Érythrée. Elle couvre une surface de 53 183 km2, et a la charge des âmes de près de 70 000 fidèles.

## Éparque
Depuis l'érection de l'éparchie, le 20 février 1961, trois éparques se sont succédé.
- 9 avril 1961-17 juillet 1984 : François Abraha
- 17 juillet 1984-25 juin 2001 : Zekarias Yohannes, auparavant évêque titulaire de Barca (de)
- 25 juin 2001-19 janvier 2015 : Menghesteab Tesfamariam

Le 19 janvier 2015, l'éparchie est élevée en archéparchie.
- depuis le 19 janvier 2015 : Menghesteab Tesfamariam, premier archéparque